# American Conquest
American Conquest ist ein von GSC Game World entwickeltes Echtzeit-Strategiespiel, das im November 2002 von cdv Software Entertainment für Windows-PCs veröffentlicht wurde. Aufgrund der sehr umfangreichen Szenarien, bei denen zeitgleich bis zu 16.000 einzelne Einheiten auftreten, gehört es mit zu den bekanntesten und umfangreichsten Strategiespielen aus Deutschland. Bis April 2003 wurde es 150.000 Mal verkauft. Die Firma GSC Game World aus der Ukraine entwickelte auch die erfolgreiche Cossacks-Spielereihe, von der weltweit mehr als 2,5 Millionen Exemplare verkauft wurden (Stand Dezember 2004). Die Spielreihe wird auch als American Conquest – Anthology verkauft, in der alle drei Spiele vorhanden sind.
Im Multiplayer-Modus können bis zu sieben Spieler gleichzeitig in sechs historischen Schlachten gegeneinander antreten.

## Handlung
Wie der Titel des Spiels bereits andeutet, ist die Eroberung des amerikanischen Kontinents das Ziel des Spieles. Die zwölf spielbaren Nationen sind Spanien, die Maya, die USA, die Delawaren, England, die Irokesen, die Inka, die Huronen, Frankreich, die Azteken, die Pueblos und die Sioux, mit denen man eine Zivilisation aufbaut und schließlich Truppen ausbildet, um in großen Schlachten gegen gegnerische Armeen zu kämpfen.
Der Spieler übernimmt in acht Kampagnen die Rolle verschiedener historischer Figuren wie Francisco Pizarro oder George Washington. In diesen Kampagnen mit insgesamt 42 Szenarien spielt man zahlreiche historische Konflikte wie Cortez’ Expedition, den Kampf des Tecumseh, den Siebenjährigen Krieg oder den Amerikanischen Unabhängigkeitskrieg nach und zieht mit bis zu 16.000 Soldaten in epische Echtzeitschlachten auf 2D-Isometrischem Terrain (die Kameraperspektive lässt sich nicht verändern).

## Fight Back
Fight Back ist das im September 2003 veröffentlichte Add-on zu American Conquest, welches auch ohne die Vollversion gespielt werden kann (Standalone). Die Erweiterung bietet eine neue Kampagne mit Dutzenden neuen Szenarien, fünf neuen Völker und über fünfzig neuen Einheiten. Die neuen Nationen sind Deutschland, Russland, die Haida, Portugal und Holland.
Die im Geschäftsjahr 2003 erzielten Verkaufszahlen von über 80.000 Stück dürfen für ein Add-on eines deutschen Publishers als recht erfolgreich angesehen werden.

## Divided Nation
Divided Nation  ist im Februar 2006 erschienen und ist wie Fight Back ohne die Grundversion spielbar. Die Handlung dreht sich in dieser sogenannten Standalone-Version um den Bürgerkrieg in Amerika. Neue Nationen sind die CSA (Confederate States of America), Mexiko und Texas.
Das Spiel wartet wieder mit einer Bevölkerungsgrenze von 16.000 Einheiten auf.
Das Spielprinzip ist allerdings gegenüber den beiden vorherigen Teilen verändert worden. So stehen hier die Schlachten im Kampagnenmodus im Vordergrund und es wird nicht mehr auf das Aufbauen gesetzt. Dafür wird der Moral der Einheiten eine größere Bedeutung zugemessen als vorher. Im Spiel ist unter anderem General Lee spielbar.